# Corrado Boldrini
Corrado Boldrini (fl. XX secolo) è stato un calciatore italiano, di ruolo portiere e anche attaccante.
Era noto come Boldrini I.  per distinguerlo dal fratello Renato Boldrini, anch'egli calciatore.

## Carriera
Cresciuto nell'Associazione del Calcio Ligure, nella stagione 1914-1915 ottenne l'ultimo posto del girone A del torneo maggiore.
 Giocò dapprima come portiere e nella stagione 1920-1921 cedette la difesa della porta ad Enrico Carzino e cominciò a giocare nelle riserve.

## Statistiche

### Presenze e reti nei club
| Stagione               | Squadra                | Campionato             | Campionato | Campionato |
| Stagione               | Squadra                | Comp                   | Pres       | R.S        |
| ---------------------- | ---------------------- | ---------------------- | ---------- | ---------- |
| 1914-1915              | AC Ligure              | A                      | 10         | -32        |
| 1919-1920              | Sampierdarenese        | A                      | 11         | -28        |
| 1920-1921              | Sampierdarenese        | A                      | 0          | 0          |
| 1921-1922              | Sampierdarenese        | A                      | 2          | -3         |
| 1922-1923              | Sampierdarenese        | A                      | 0          | 0          |
| 1923-1924              | Sampierdarenese        | A                      | 0          | 0          |
| Totale Sampierdarenese | Totale Sampierdarenese | Totale Sampierdarenese | 13         | -31        |
| Totale Campionato      | Totale Campionato      |                        | 23         | -63        |